# Mark Habetler
Mark Habetler (* 3. Februar 2003) ist ein österreichischer Fußballtorwart.

## Karriere
Habetler begann seine Karriere beim First Vienna FC. Im Februar 2013 wechselte er in die Jugend des SK Rapid Wien. Bei Rapid durchlief er ab der Saison 2017/18 auch sämtliche Altersstufen in der Akademie. Im August 2019 stand er erstmals im Kader der Amateure von Rapid, kam aber nicht zum Einsatz. Mit Rapid II stieg er zu Saisonende in die 2. Liga auf. Sowohl in den Saisonen 2020/21 als auch 2021/22 kam er aber nicht zum Einsatz.
Sein Zweitligadebüt gab Habetler schließlich im Juni 2023, als er am 30. Spieltag der Saison 2022/23 gegen den SKN St. Pölten in der 82. Minute für Laurenz Orgler eingewechselt wurde. Dies blieb sein einziger Saisoneinsatz, mit Rapid II stieg er nach drei Jahren wieder aus der 2. Liga ab. Daraufhin verließ er Rapid nach der Saison 2022/23.
Zur Saison 2023/24 wechselte er dann zum Regionalligisten SR Donaufeld Wien.